# Nico Valsesia
Nico Valsesia (Borgomanero, 20 giugno 1971) è un fondista di corsa in montagna e ciclista italiano.
Campione di endurance, detiene il record mondiale bike + ultratrail di dislivello positivo.

## Risultati sportivi[2]

### Bicicletta[3]
Italy Divide, l'unsupported bicycle adventure più lunga d'Europa, che va da Roma a Torbole (Trentino).
- 2018 primo posto assoluto[4]

RAAM - Race Across America, gara no-stop dalla West alla East Coast statunitense.
- 2014 terzo posto[5] assoluto in 9gg 12h 44’ (record personale)
- 2011 quinto posto assoluto
- 2006 secondo posto assoluto
- 2003 sesto posto assoluto

Rimini-Viareggio-Rimini, una coast-to-coast di 580 km che scala per due volte l’Appennino.
- 1996 secondo posto assoluto e primo di categoria.

### Ultratrail
- 2014 terzo posto assoluto: Maratón trail del meridiano (El Hierro, Isole Canarie, Spagna)
- 2013 primo posto assoluto: Thabor Trail, Monte Thabor (Valle Stretta, Francia)
- 2012 traversata no-stop dell'altopiano Salar de Uyuni[6] (Bolivia), il lago salato più alto del mondo.
- 2006 record di ascesa Ojos del Salado (Cile, 6.893 mt), il vulcano più alto del mondo.Nico Valsesia durante From Zero To Aconcagua (2015)

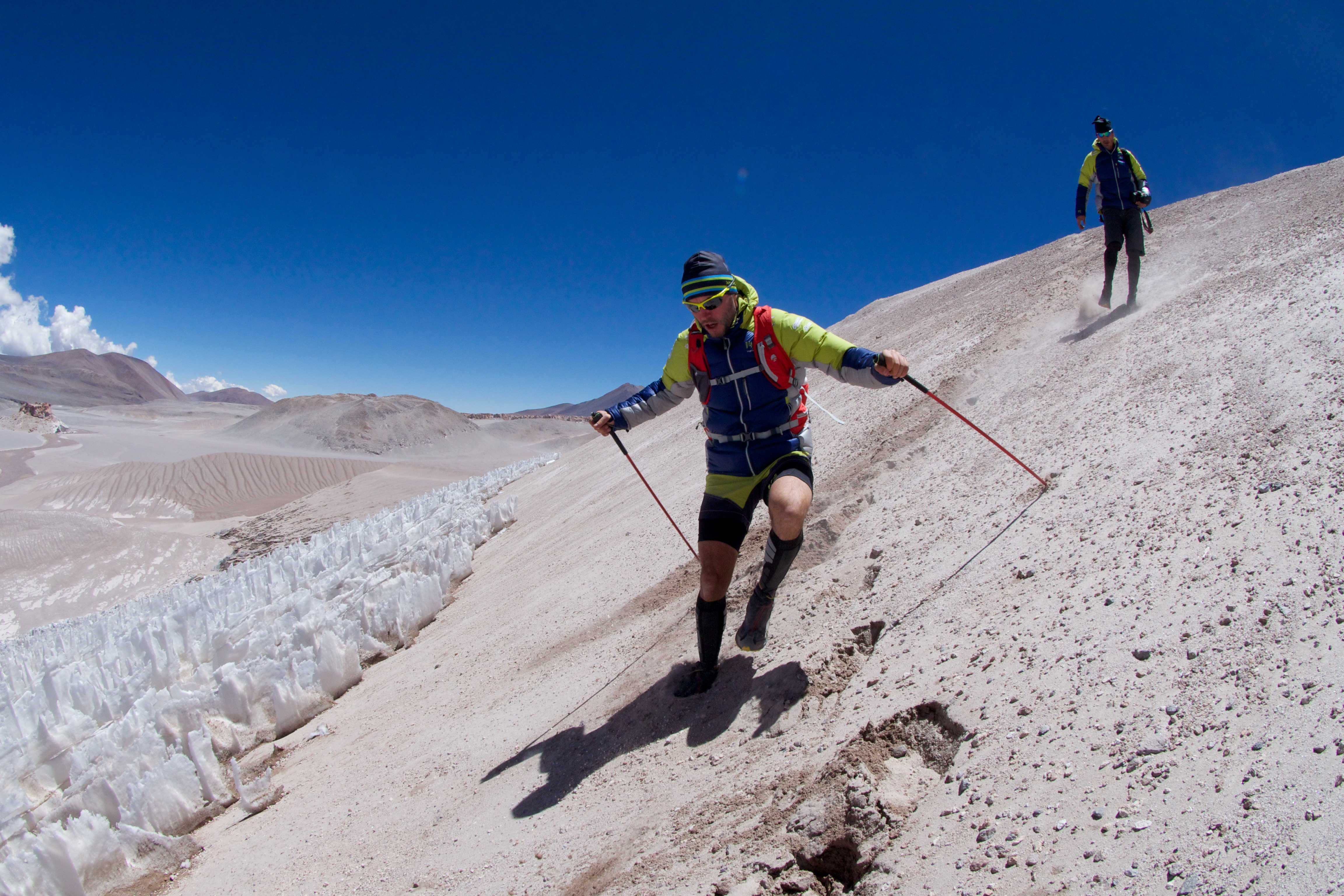
Nico Valsesia durante From Zero To Aconcagua (2015)

### I recordFrom Zero To
Il progetto From Zero To è nato nel 2013 quando Valsesia ha deciso di affrontare il Monte Bianco partendo in bicicletta da Genova. La mattina del 15 luglio 2013 l'atleta conquistava il record di massimo dislivello attivo percorso nelle 24 ore, stabilito per primo da Marino Giacometti nel 1997 (23h) e battuto da Andrea Daprai nel 2008 (18h 58’), in 16 ore e 35 minuti. In seguito, Valsesia ha stabilito altri record raggiungendo le vette di Aconcagua, Elbrus, Kilimangiaro.

## Opere
- La fatica non esiste, Nico Valsesia con Andrea Schiavon, Mondadori, 2014.